# Parque nacional Bago Bluff
Bago Bluff es un parque nacional en Nueva Gales del Sur (Australia), ubicado a 294 km al noreste de Sídney. 
Está situado al suroeste de Wauchope e incluye partes del antiguo bosque estatal Broken Bago y parte del bosque estatal Lorne. El parque nacional de Bago Bluff también incluye la sección norte de la antigua reserva floral de Bago Bluff y la reserva floral de Six B.
Bago Bluff ofrece espléndidas vistas del valle de Hastings de la parte superior del acantilado a la que se puede acceder a través de varios caminos forestales desde el sur, incluyendo Bago road. El límite norte del parque está en el lado sur de la carretera Oxley, vías para vehículos todo terreno.
De las canteras en el parque se han obtenido fósiles de hojas y conchas.
Entre las aves que pueden ser observadas en el parque están: verdugos flautistas, chifladores dorados, la palomitas esmeralda dorsiverde abanicos verdes, dacelos, sedositos picudos, pardalotes moteados, verdugos píos, acantiza estriada y sericornis de cejas blancas.
La lantana representan un problema en el parque dado que cubren casi completamente algunos de los caminos.